# Anomalon ambonense
Anomalon ambonense är en stekelart som beskrevs av Kusigemati 1984. Anomalon ambonense ingår i släktet Anomalon och familjen brokparasitsteklar. Inga underarter finns listade i Catalogue of Life.